# Arne Lindström (arkitekt)

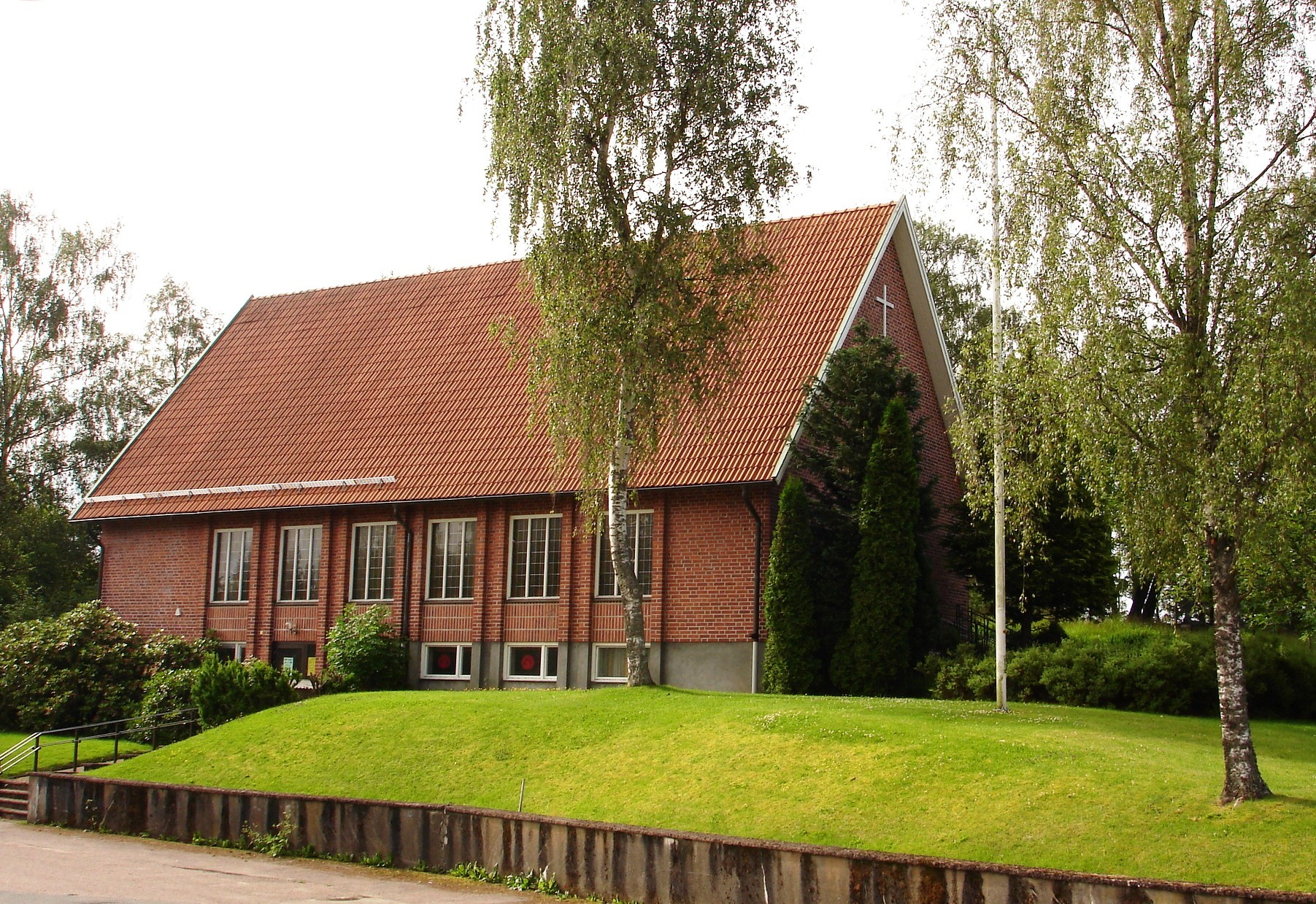
Sankt Andreas kyrka, Strömsnäsbruk (1956).

Arne Waldemar Lindström, född 3 augusti 1907 i Stockholm, död 28 juni 1996 i Ängelholm, var en svensk arkitekt.
Lindström avlade studentexamen vid Norra latin i Stockholm 1926, ingenjörsexamen vid Chalmers tekniska institut 1930 och arkitektexamen vid Kungliga Tekniska högskolan 1931. Han innehade diverse privatanställningar 1931–1937, var stadsarkitekt i bland annat Simrishamns stad 1937–1942, blev biträdande länsarkitekt i Kristianstads län 1945 och var stadsarkitekt i Ängelholms stad och andra kommuner i nordvästra Skåne från 1949 till pensioneringen 1970. Han bedrev även egen verksamhet från 1930 och ritade bland annat villor, hyreshus, industribyggnader och stadsplaner.